# Alice Lewis
Pour les articles homonymes, voir Lewis.
Alice Lewis est une chanteuse et musicienne française d'électropop.

## Parcours
Alice Lewis grandit en Angleterre, avant de faire ses études en France à l’École des Beaux-Arts de Paris-Cergy, dont elle sort diplômée.
Les arts plastiques (sculpture, dessin, performances) et la musique sont ses centres de prédilection. Elle compose et interprète de petites pièces destinées à des installations. Part en voyages vers l'Extrême-Orient étudier l'opéra chinois et apprend la cithare à Taïwan. Du continent asiatique, elle rapporte divers instruments pour ses chansons.
Dès 2003, elle commence en tant que choriste sur l'album Politics de Sébastien Tellier publié en 2004, ou avec Le Sacre du Tympan de Fred Pallem. Ses compositions illustrent des publicités. Elle compose la musique du film Le Renard et l'Enfant en 2007, en collaboration avec David Reyes et Evgueni Galperine. Elle collabore aussi avec David Lynch.
En 2010, elle sort un EP digital, Night’s End,, suivi de son premier album, No one knows we’re here, produit par l'anglais Ian Caple (Tindersticks, Tricky) et sorti chez Naïve. Le disque inclut notamment les titres Night's End et Star Cigar.
Lors d'une interview donnée au Figaro en 2011, elle parle de Kate Bush comme de l'une de ses influences majeures.
L'album Your Dreams Are Mine, produit par Maxime Delpierre et Frédéric Soulard, voit le jour en mars 2015.
Elle travaille ensuite avec Alexandre Chatelard (Ekleroshock) et Poni Hoax (Paneuropean Recordings), ainsi que pour Le Sacre du tympan.
En 2017 elle chante sur le disque de Bertrand Burgalat Les Choses qu’on ne peut dire à personne, et deviendra par la suite la claviériste du groupe de Burgalat. Elle participe également à l’enregistrement de l’album de Catastrophe La nuit est encore jeune (Tricatel).
Elle sort en 2017 un nouvel EP, Amour Asymétrique, et en 2018 un album en français, Imposture,,.
En janvier 2021 elle co-compose la B.O du téléfilm Noir comme neige avec Mike Theis, réalisé par Éric Valette (5 millions de téléspectateurs).
Elle publie un maxi, Bulle, en avril 2022.
Elle réalise un remix pour Versatile Records pour l’album de Judah Warsky et Gilbert Cohen, L'Aurore, à paraître en septembre 2022.
Elle travaille en collaboration avec le directeur de création David Herman à son premier concept-album dont la sortie est prévue en novembre 2022 sur le label Yuk-Fu Records. Un premier extrait “La Rencontre” est diffusé en novembre 2022 L'album sort environ deux mois plus tard, le 20 janvier 2023,.

## Discographie
- Night’s End, EP, 2010[3],[4].
- No one knows we’re here, Album, 2011[6],[5].
- Ignorance is bliss, EP, 2013.
- Your Dream Are Mine, Album, 2015[17],[7].
- Amour asymétrique, EP, 2017[8].
- Imposture, Album, 2018[18],[9],[10],[11].
- Bulle, Maxi, 2022[12].
- La Rencontre, single, 2022[14],[19].
- Le Jardin Perdu, Album, 2023[15],[16].